# Major Araújo
Júnio Alves Araújo conhecido como Major Araújo (Goiânia, GO, 10 de junho de 1966) é um politico brasileiro.
Foi eleito Vice-prefeito de Goiânia, junto com para prefeito Iris Rezende eleito pela quarta vez prefeito de Goiânia no segundo turno das eleições 2016.  Logo que foi eleito, abandonou o cargo de vice-prefeito.  Foi eleito deputado estadual ao lado do candidato eleito a governador Ronaldo Caiado.
Gerou polêmica ao propor, através de um vídeo publicado em seu perfil no Facebook, a criação do “bolsa arma municipal”. O benefício prevê subsídios de até R$ 1 mil para a população da capital..